# Gregory Short
Gregory (Greg) Norman Short (Toppenish (Washington), 14 augustus 1938 – 1 april 1999) was een Amerikaans componist, muziekpedagoog en pianist.

## Levensloop
Short leerde - samen met zijn zuster Tonya - van zijn moeder Norma Marie Short zang. Van vader Ralph Orlen Short kreeg hij lessen voor piano. Short studeerde aan de befaamde Juilliard School of Music in New York. Verder aan de Universiteit van Washington in Seattle en aan de Universiteit van Oregon in Eugene, waar hij promoveerde tot Doctor of Musical Arts in compositie en muziektheorie. 
Als muziekpedagoog doceerde hij aan de Cornish School in Seattle en aan het Highland Community College. 
In 1968 creëerde hij de American Composers Series aan de Public Broadcasting Service (PBS) en verzorgde opnames van werken van hedendaagse Europese, Amerikaanse en regionaal bekende componisten. In de Yakima County werd hij bekend met de traditionele dansen van de Yakima volken een daarmee en oorspronkelijke Amerikaanse cultuur dat invloed kreeg in de stijl van componeren.

## Composities

### Werken voor orkest

#### Symfonieën
- Symfonie Nr. 1, voor groot orkest

#### Andere werken voor orkest
- Fog Woman, voor orkest (Tlingit story) 
  1. Raven Is Fishing
  2. Mist and Fog Woman's Song
  3. Raven and Fog Woman
  4. Becoming As One
  5. Dance of Sparkling Salmon
  6. The Relationship Sours
  7. Raven's Fit of Rage and Fog Woman's Resolve
  8. Final Song
  9. Fog Woman Dissolves
- American - Concerto No. 1, voor piano en orkest  
  1. In Tribute to George Gershwin
  2. In tribute to Henry Cowell
  3. In tribute to Edward MacDowell
  4. In Tribute to Charles Ives
- Farewell Duet, voor orkest - gebaseerd op "Broken Wings (Gebroken vleugels)" van Kahlil Gibran van een geprojecteerde opera
- Fog Woman, voor orkest (Tlingit story) 
  1. Raven Is Fishing
  2. Mist and Fog Woman's Song
  3. Raven and Fog Woman
  4. Becoming As One
  5. Dance of Sparkling Salmon
  6. The Relationship Sours
  7. Raven's Fit of Rage and Fog Woman's Resolve
  8. Final Song
  9. Fog Woman Dissolves
- Germany, voor groot orkest met orgel gebaseerd op klassieke Duitse volks- en populaire liederen
  1. Rhine River
  2. Oktoberfest
  3. Cathedrals
  4. Schwarzwald
- Hobbit Preludes, voor groot orkest - gebaseerd op "The Hobbit" en "The Fellowship" uit «The Lord of the Rings» van J.R.R. Tolkien (boek 1) 
  1. Middle Earth and Bilbo's Long Expected Party
  2. Dwarves March
  3. Spiders of Mirkwood
  4. Crossing the Misty Mountains
  5. Mines of Moria
  6. Lothloraine
- Northwest Tetrology, voor orkest 
  1. Mount Tacoma|Mount Takhoma - voor orkest
  2. The Raven Speaks - suite voor orkest - gebaseerd op Northwest Coastal Forest Native American Songs and Dances: 
    1. Coastal Forest and Raven: Cradle Song (Kwakiutl), Totem Pole (Kwakiutl);
    2. Totem Pole (Haida)
    3. Hat game (Tlingit)
    4. Love Song (Tlingit)
    5. Grandmother Rock and the Little Crabs (Lummi)
    6. Northern Lights and Raven: Lullaby for a Boy (Tsimshian), She Will Gather Roses (Tsimshian)

  3. Bridge of the Gods, The Warrior Who Became A Mountain - concerto voor slagwerk en orkest met piano  
    1. Pahto's Call
    2. Wyeast's Challenge
    3. Newit's Warning
    4. Combat
    5. Pahto's Death
    6. Newit's Lament
    7. Mountain Transfiguration
    8. Spirits Within

  4. Chief Seattle, voor spreker en orkest met folk-instrumenten - Chief Seattle's 1854  toespraak tijdens het orkest de ideeën en de schilderijen in toon presenteert

### Werken voor harmonieorkest

#### Symfonieën
- Symfonie Nr. 2, voor koperblazers en slagwerk 
  1. Allegro drammattico
  2. Scherzo: Vivace
  3. Andante cantabile
  4. Allegro moderato - Allegro - Presto
- Symfonie Nr. 3, voor symfonisch blaasorkest 
  1. Allegro energico
  2. Scherzo for jazz ensemble
  3. Molto adagio
  4. Finale: Variations

#### Andere werken voor harmonieorkest
- 1972 Concerto, voor harmonieorkest 
  1. March (tutti)
  2. Lament voor houtblazers
  3. Toccata voor koperblazers
  4. Sounding voor slagwerk
  5. Serenade voor saxofoons
  6. Finale (tutti)
- From Dust We Came...., voor harmonieorkest, rock/folk/jazz ensembles, lezer, medewerking van het publiek en vertraging (audio effect)
- Salute: To the Men and Women of the American Armed Forces, voor harmonieorkest
- Sequoia - Concerto No. 2, voor piano en harmonieorkest
  1. Song of the Rain (Navajo), Mocking Bird (Yuma), Steal-Each-Other Dance (Creek)
  2. Oh Great Forest (Seneca)
  3. Rain Song (Hopi), Crow dance Song (Arapaho), Song of Rejoicing and Thanksgiving (Pawnee)
- Tehame, suite voor harmonieorkest 
  1. Round Dance (Kiowa)
  2. Duck Dance (Seminole)
  3. Riding Song (Navajo)
  4. Night Is Here (Cherokee)
  5. Totem Pole (Haida)

### Missen
- Mass (liturgy), voor groot gemengd koor en slagwerk

### Werken voor koren
- A Cradle Hymn, voor meerdere gemengde koren en orgel - tekst: Isaac Watts

### Vocale muziek
- Earth's Miracles, zangcyclus voor sopraan en piano
- Lines for Winter, song voor sopraan, althobo en piano - tekst: Mark Strand
- The Pilgrim, zangcyclus voor tenor, piano en slagwerk - tekst: van een Koreaans monnik uit de 15e eeuw Kim Si-seup
- Silver Moon, zangcyclus van zeven liederen voor tenor en piano
- Summer Dawn, zangcyclus voor sopraan en piano

### Kamermuziek
- Mohammed Anwar al-Sadat, sonate voor cello en piano
  1. Pretty Little Dove, Village Song
  2. Camp David: What Wants This Lad (Egyptian), Let Us Be Friends Again (Israeli), Going to Georgia (American)
  3. Return, What Wants this Lad (reprise)
  4. Riesa Sadat's Lament, A Love Song, Wedding Processional
- George Catlin, sonate voor altviool en piano
  1. Paddling Song (Lummi)
  2. Dance Song (Sioux), Quail Song (Cherokee)
  3. Hunting Song (Navajo), Buffalo Dance (Kiowa), Song of the Horse (Navajo), Antelope (Kiowa), Blue Bird (Pima), Song of the Hare (Ho-Chunk), Viola cadenza: Geronimo's Song (Apache)
  4. Ribbon Dance (Cayuga)
- John F. Kennedy, sonate voor viool en piano
  1. Camelot
  2. Elegy: The Riderless Horse
  3. Eternal Flame
- Korean Air Flight 007, voor dwarsfluit, altviool en harp
  1. Jinando Arirang
  2. Song of the Broad Bell Flower
  3. Song of the Birds
- Martin Luther King Jr., sonate voor piano vierhandig
  1. In Bright Mansions Above,We Shall Overcome
  2. Wayfaring Stranger, Wondrous Love, O' Freedom, We Shall Overcome
  3. Great Day, Sit down Servant, We Shall Overcome
- Robert F. Kennedy, sonate voor trompet en piano 
  1. Slowly and majestically, fast and rhythmic - quotes the Shaker hymn “Simple Gifts," slowly
  2. Dirge
  3. Hymn: Confess Jehovah
  4. Finale ("Simple Gifts" reprise)
- Blue Dawn, voor viool, klarinet en Piano
- Dialogue, voor viool, vibrafoon en marimba
- Duo Sonata, voor dwarsfluit en piano
- In Praise of Darkness, voor tuba en piano
- Metaphors - strijkkwartet nr. 1
- Vistas, voor diepe koperblazers (4 eufonia, 4 trombones, 4 tuba's)

### Werken voor orgel
- Apotheosis of Saint Paul for Toccata for Organ

### Werken voor piano
- 1956-1958 Fantasy - Sonata No. 1
- 1960 Ballad - Sonata No. 2
- 1972 Etude - Sonata No. 3
- 1976 American Bicentennial - Sonata No. 4
- 1980 Spirituals - Sonata No. 5
- 1986 Women Out West - Sonata No. 6
- 1987 Ghost Dance - Sonata No. 7
- 1988 Mountain - Sonata No. 8 (onvoltooid)
- 1989 Washington Centennial - Sonata No. 9
- American Sonatinas
  1. Folk Sonatina
  2. Northeast Sonatina
  3. Midwest Sonatina
  4. Northwest Sonatina
  5. Southwest Sonatina
- Four Horsemen of the Apocalypse
  1. On A White Horse
  2. On A Red Horse
  3. On A Black Horse
  4. On A Pale Horse voor geprepareerd piano
- The Man Who Married The Eagle (Haida)

## Publicaties
- Paul E. Bierley, William H. Rehrig: The heritage encyclopedia of band music : composers and their music, Westerville, Ohio: Integrity Press, 1991, ISBN 0-918048-08-7
- E. Ruth Anderson: Contemporary American composers - A biographical dictionary, Second edition, Boston: G. K. Hall, 1982, 578 p., ISBN 978-0816182237

## Discografie
- Reflections of the Northwest, Albany Records, TR184; Gregory Short; William Bergsma; George McKay; Northwest Symphony Orchestra; Anthony Spain, Conductor

- International Standard Name Identifier: 0000 0000 5042 6756
- Library of Congress Control Number: no96032029
- MusicBrainz: b054d37d-79c1-4e84-ab83-a9156a3a78bc
- SNAC: w6614d83
- Virtual International Authority File: 4523420
- WorldCat: E39PBJyWPYtMBpKMR67yXgJMT3